# The Prince
Pour les articles homonymes, voir Prince.
Pour plus de détails, voir Fiche technique et Distribution.
The Prince est un film américain réalisé par Brian A. Miller sorti en 2014.

## Synopsis
Paul est un ancien grand gangster de La Nouvelle-Orléans. Il s'est rangé et vit dans le Mississippi, où il tient un petit garage. Un jour, il reçoit une lettre de l'université où sa fille, Beth, étudie. Apprenant qu'elle n'assiste plus aux cours depuis plusieurs mois, il essaie de la contacter et apprend par la suite que sa fille est devenue une toxicomane et qu'elle s'est enfuie à la Nouvelle-Orléans avec un petit dealer. Avec l'aide d'Angela, une fêtarde invétérée et amie de sa fille, il est contraint de retourner chez lui et reprendre du service pour retrouver Beth. Mais quand Omar, le boss de la ville, prend connaissance de son arrivée, il décide d'intervenir afin d'assouvir sa vengeance. 

## Fiche technique
- Titre original : The Prince
- Réalisation : Brian A. Miller
- Scénario : Andre Fabrizio et Jeremy Passmore
- Direction artistique : Michelle Jones
- Décors : Nate Jones
- Costumes : Camille Jumelle
- Photographie : Yaron Levy
- Montage : Rick Shaine
- Musique : The Newton Brothers
- Production : Randall Emmett, Adam Goldworm, Ho-Sung Pak et Fred Song
- Sociétés de production : Emmett/Furla Films, Aperture Entertainment, Grindstone Entertainment Group, Oasis Films
- Distribution :  Grindstone Entertainment Group / Lionsgate
- Budget : 10 millions de dollars[1]
- Pays d'origine :  États-Unis
- Langue originale : anglais
- Format : Couleur - 2.35:1
- Genre : action, thriller
- Durée : 90 minutes
- Dates de sortie[2] :
  - États-Unis : 22 août 2014 (sortie limitée et VOD[3])
  - France : 14 janvier 2015 (sortie en DVD[4])

## Distribution
- Bruce Willis (V.F. et V.Q. : Jean-Luc Montminy) : Omar
- John Cusack (V.F : Loic Houdré / V.Q. : Pierre Auger) : Sam
- Jessica Lowndes (V.F : Nayeli Forest / V.Q. : Laurence Dauphinais) : Angela
- Jason Patric (V.F : Jochen Haegele / V.Q. : Daniel Picard) : Paul
- Rain (V.F : Alexandre Coadour) : Mark
- 50 Cent (V.F : Jean-Marc Montalto) : The Pharmacy
- Gia Mantegna (V.F : Sandra Chartraire / V.Q. : Eloisa Cervantes) : Beth
- Tara Holt (V.F : Agnès Manoury) : Candice
- Johnathon Schaech (V.F : Bellaid Boudellal) : Frank
- Jonathan Carkeek (V.F : Raphael Magnabosco) : Mitch
- Don Harvey (V.F : Olivier Angele) : Riley
- Tim Fields (V.F : Francis Benoit) : Jimmy
- Tyler Jon Olson (V.F : Renaud Heine) : Eddie
- Didi Costine (V.F : Caroline Combes) : Rachel

Direction artistique V.F. : Jacques Albaret
Source et légende : Doublage Québec et version française : carton de doublage

## Production

### Développement
Le projet a été entre les mains de John Carpenter en 2008.

### Tournage
Le tournage a eu lieu principalement à Mobile en Alabama, notamment aux environs de la RSA Battle House Tower.